# Henri Anier
Henri Anier (Tallinn, 17 dicembre 1990) è un calciatore estone, attaccante del Lee Man e della nazionale estone.

## Biografia
Anche suo fratello minore Hannes è un calciatore.

## Carriera

### Nazionale
Anier ha disputato sei partite di qualificazione al campionato europeo di calcio Under-21 2011, segnando una rete contro la Georgia under 21.
Il 22 marzo 2025 raggiunge quota 100 presenze con l'Estonia nella sfida persa per 2-1 contro Israele.

## Palmarès

### Club

#### Competizioni nazionali
- Campionato estone: 2

Flora Tallinn: 2010, 2011
- Coppa d'Estonia: 2

Flora Tallinn: 2008-2009, 2010-2011
- Premier League (Hong Kong): 1

Lee Man: 2023-2024

### Nazionale
- Coppa del Baltico: 1

2024

### Individuale
- Capocannoniere del campionato estone: 1

2021 (26 gol)
- Capocannoniere del campionato di Hong Kong: 1

2023-2024 (17 gol)